# Madonna col Bambino (Giovanni Bellini Pavia)
La Madonna col Bambino è un dipinto tempera su tavola (47x31,5 cm) di Giovanni Bellini, databile alla primissima produzione dell'artista tra il decennio 1450 e quello 1460 e conservato nella Pinacoteca Malaspina a Pavia.

## Storia
L'opera, già assegnata dal Morelli a Bartolomeo Vivarini (che considerò spuria la firma sul cartiglio sul parapetto), venne riconosciuta come della prima produzione di Giovanni Bellini dal Cavalcaselle. Se Heinemann la riferì invece a Lazzaro Bastiani (1962), seguito da Robertson (1468), nel 1972 venne restituita a Bellini da Huse e poi da Peroni (1981). Oggi è ritenuta con un certo allineamento una delle prime opere pervenuteci del grande artista veneziano, ascrivibile alla sua prima fase giovanile, quando la produzione ancora acerba si rifaceva all'esempio del padre Jacopo e dei Vivarini; venne datata da Pignatti al 1450-1455, un'ipotesi che alcuni, come la Olivari, ritengono un po' troppo anticipatoria.
La tavola è strettamente collegata con una analoga a Philadelphia.

## Descrizione e stile
La Vergine, dalle mani sottilissime, abbraccia il Bambino che sta in piedi su un parapetto, dove un cartiglio (sull'esempio fiammingo) reca la firma dell'artista. Lo sfondo è un telo nero, che si vede anche sugli sguanci dell'archetto di coronamento e che lascia intravedere in alto un cielo azzurro.
L'impostazione generale deriva dalle icone bizantine, diffusissime a Venezia, ravvivate però da un lirismo e una vitalità che mettono le figure in intimo contatto con lo spettatore. La linea fortemente incisa della figura del Bambino, che dà una certa scultoreità alla sua figura ben tornita, rimanda invece all'esempio di Francesco Squarcione e della sua bottega, un altro degli interessi fondamentali del giovane Giovanni.